# Santuari montani
I santuari montani minoici sono diffusi in tutta l'isola di Creta (Grecia).  La maggior parte degli studiosi sono concordi nell'ammettere che i santuari montani venissero utilizzati per riti religiosi.  In ognuno di essi sono state trovate statuette d'argilla raffiguranti animali, come anche parti del corpo in argilla, altrimenti riferite come parti del corpo votive.  Questi santuari all'aria aperta sono stati rinvenuti nelle alte montagne di Creta.

## Santuari montani orientali e centro-orientali
La maggior parte dei santuari montani si trovano nella Creta orientale e centro-orientale.
- Petsofas è il solo sito minoico che abbia statuette d'argilla raffiguranti la donnola e la tartaruga
- Traostalos
- Kalamafki (anche Kalamaki)
- Ziros Korphi tou Mare
- Xykephalo
- Vigla (anche Viglos)
- Zou Prinias
- Plagia
- Etiani Kephala
- Modi
- Thylakas
- Maza
- Karphi

## Santuari montani nella Creta centrale
- Iouktas è probabilmente il più antico dei santuari montani
- Tylissos (anche Pyrgos Tylissos, non è lo stesso sito di Pyrgos)
- Gonies Philioremos

## Santuari montani nella Creta occidentale
- Vrysinas Nowicki crede che Vrysinas sia associato con un palazzo a Rethymnon
- Spili Vorizi
- Atsipades nelle montagne di Korakias venne scavato pienamente negli anni '80. Le molte centinaia di figurine d'argilla e altre ceramiche qui ritrovate sono state analizzate in dettaglio[1].

## Altri santuari montani
In questa sezione i santuari montani vengono menzionati in modo superficiale in articoli che necessitano di ulteriori ricerche e verifiche prima di poterli categorizzare.
- Ambelos
- Monte Ida
- Korakomouri
- Mare